# Myriam Szkudlarek
Myriam Szkudlarek est une karatéka française faisant partie du palmarès historique mondial de karaté (no 1 Europe et no 2 mondiale historique), connue pour être leader française dans la catégorie kata individuel féminin à compter de 1998. Elle est née le 18 août 1977 à Meulan.

## Palmarès
- 1996 :  médaille d'or en kata par équipe féminin aux championnats d'Europe de karaté 1996[1].
- 1998 :  Médaille d'argent en kata individuel féminin aux championnats du monde de karaté 1998 à Rio de Janeiro, au Brésil[3].
- 2000 :
  -  médaille d'or en kata par équipe féminin aux championnats d'Europe de karaté 2000[1].
  -  Médaille d'argent en kata individuel féminin aux championnats du monde de karaté 2000 à Munich, en Allemagne[4].
  -  médaille d'or en kata par équipe féminin aux mêmes championnats[1].
- 2001 :  médaille d'or en kata individuel féminin aux championnats d'Europe de karaté 2001[1].
- 2002 :  Médaille d'argent en kata individuel féminin aux championnats du monde de karaté 2002 à Madrid, en Espagne[5].
- 2004 :  Médaille d'argent en kata individuel féminin aux championnats du monde de karaté 2004 à Monterrey, au Mexique[6].
- 2005 :  Médaille d'argent en kata individuel féminin aux Jeux mondiaux de 2005 à Duisbourg, en Allemagne[7].
- 2006 :  Médaille de bronze en kata individuel féminin aux championnats du monde de karaté 2006 à Tampere, en Finlande[8].